# Смистик, Йозеф
Йо́зеф Сми́стик (нем. Josef Smistik; 28 ноября 1905 — 28 ноября 1985) — австрийский футболист, полузащитник.

## Биография
Выступал за клуб «Рапид», куда пришёл в 1926 году, первоначально как «дополнение» к своему брату Францу. Вскоре сменил в центре поля легендарного Йозефа Брандштеттера.
6 мая 1928 года дебютировал в составе национальной сборной в игре против Чехословакии (3:0). Вместе с Леопольдом Хофманном попеременно играл в центре полузащиты «Вундертим».
С Ханси Хорватом был капитаном сборной Австрии на чемпионате мира 1934 года. За сборную Австрии провёл 39 матчей, забив 2 гола.

## Достижения
- 3x Чемпион Австрии: 1929, 1930, 1935
- Обладатель Кубка Австрии: 1927
- 2x Финалист Кубка Австрии: 1929, 1934
- Обладатель Кубка Митропы: 1930
- 2x Финалист Кубка Митропы: 1927, 1928